# بوم آند ميرسييه
بوم آند ميرسييه هي شركة سويسرية متخصصة في صناعة الساعات الفاخرة. وتعد بوم آند ميرسييه التي تأسست في عام 1830 من الشركات التابعة لمجموعة شركات ريتشمونت السويسرية لصناعة المنتجات الفاخرة. وتضم تشكيلة بوم آند ميرسييه الخاصة بالرجال كلاً من «كليفتون»، و«كلاسيما»، و«هامبتون»، و«كابلاند»، فيما تضم التشكيلة النسائية كلاً من «هامبتون» و«لينيا».

## التاريخ
تأسست بوم وميرسييه باسم «فرير بوم» في عام 1830 من قبل الأخوين لويس-فيكتور وكليستن بوم، اللذين افتتحا بيع الساعات في لي بوا، وهي قرية في سويس جورا. توسعت شركة تصنيع الساعات السويسرية على الصعيد الدولي من خلال إنشاء فرع لها في لندن عام 1851 تحت اسم «الأخوان بوم»، مما أدى إلى التوسع في جميع أنحاء الإمبراطورية البريطانية. بحلول أواخر القرن التاسع عشر، اكتسبت الشركة سمعة دولية راسخة، وحققت ساعاتها سجلات دقة وفازت بعدد من مسابقات ضبط الوقت.
في عام 1918، دخل مدير الشركة ويليام بوم في شراكة مع بول ميرسيه لتأسيس «بوم وميرسييه» في جنيف. أصبحت الشركة متخصصة في تصنيع ساعات اليد، وخاصة النماذج «ذات الشكل» غير التقليدية التي لا تمتلك الشكل الدائري التقليدي. في عام 1919، مُنحت الشركة ختم جنيف، وهو أعلى وسام دولي في ذلك الوقت للتميز في صناعة الساعات.
خلال العشرينات من القرن الماضي، احتضنت العلامة التجارية تحرير المرأة. في الأربعينيات من القرن الماضي، أطلقت بوم وميرسييه عددًا من مجموعات الساعات الحديثة، وأبرزها 2 Register Chronograph . الأمثلة المبكرة على هذا النموذج مع العلبة الخلفية المزدوجة نادرة ومطلوبة بشدة، وغالبًا ما تجلب أكثر من ضعف سعر الطراز الأحدث.
في السبعينيات، قدمت بوم وميرسييه ساعات ذات أشكال مثل طرازات غالاكسي وستار داست. في عام 1973، قدمت بوم وميرسييه ساعة الريفييرا، وهي واحدة من أولى الساعات الرياضية المصنوعة من الصلب في العالم.

### التاريخ الحديث
في عام 1988، انضم صانع الساعات السويسري إلى مجموعة ريشمونت. تقدم العلامة التجارية حاليًا مجموعات كليفتون وكلاسيما وهامبتون لكل من الرجال والنساء، ومجموعة كايبلاند للرجال، ومجموعات لينايا وبروميس للنساء.  في عام 2015، عززت بوم & ميرسييه عروضها للساعات الرياضية من خلال الدخول في شراكة مع صانع سيارات السباق الأمريكي الشهير كارول شيلبي إنترناشونال.  تقدم الشركة الآن إصدارًا محدودًا من طرازات " شيلبي كوبرا "، والتي سميت باسم السيارة الرياضية الكلاسيكية، في مجموعتي كابلاند وكليفتون.

### التسعير
بمتوسط سعر بيع يتراوح بين 2000 دولار أمريكي و 5000 دولار أمريكي، تقع ساعات في سوق الساعات الفاخرة متوسطة المدى.
في عام 2016، بدأت بوم وميرسييه في تقديم عروض أكثر بأسعار معقولة بأقل من 1000 دولار أمريكي مع إطلاق طرازات «ماي كلاسيما»، وهي مجموعة فرعية من مجموعتها كلاسيما من الساعات الكلاسيكية.